# کلیسای کاتولیک‌ها (اصفهان)
کلیسای کاتولیک‌ها مربوط به دوره صفوی است و در اصفهان، محله نو جلفا، خیابان حکیم نظامی، کوچه کاتولیک‌ها واقع شده و این اثر در تاریخ ۱۰ خرداد ۱۳۸۲ با شمارهٔ ثبت ۹۰۲۰ به‌عنوان یکی از آثار ملی ایران به ثبت رسیده‌است.